# Tim Sparv
Tim Sparv (født 20. februar 1987) er tidligere finsk fodboldspiller, der spillede som midtbane. Han er nuværende assistenttræner for Sparta Prag og Finlands fodboldlandshold. Han har tidligere spillet for FC Midtjylland, som han blev danmarksmester med.